# Handleyomys melanotis
Handleyomys melanotis är en däggdjursart som beskrevs av Thomas 1893. Handleyomys melanotis ingår i släktet Handleyomys och familjen hamsterartade gnagare. Inga underarter finns listade i Catalogue of Life.
Pälsens färg på ovansidan varierar mellan ockra, gulbrun och orangebrun. Äldre exemplar är mer rödbruna. I ovansidans päls är några svarta hår inblandade som är synliga som finns streck. Vid kinderna och vid kroppssidorna förekommer endast ett fåtal svarta hår. Håren som bildar den ljus gulbruna till vitaktiga pälsen på undersidan är nära roten mörka vad som är synligt. Artens öron har en svart baksida och på framsidan finns några fina rödaktiga hår. En vitaktig fläck framför varje öra är mer eller mindre tydlig. De gula fötterna bär på ovansidan fina vita hår. En liknande art är Handleyomys rostratus men den saknar den vitaktiga fläcken vid öronen. Dessutom finns tydliga skillnader i kraniets konstruktion.
Kroppslängden (huvud och bål) är 8,7 till 11,8 cm, svansen är 9,9 till 13,5 cm lång och vikten är cirka 25 g. Handleyomys melanotis har 2,4 till 2,8 cm långa bakfötter och 1,6 till 1,9 cm stora öron. Svansen har en mörk ovansida och en ljus undersida.
Arten förekommer i sydvästra Mexiko vid Stilla havet. Den lever i skogar i låglandet eller i låga bergstrakter. Individerna är aktiva på natten och de vistas främst på marken.